# Bibliographic Ontology
Bibliographic Ontology (BIBO) bezeichnet ein von Frédércick Giasson und Bruce D'Arcus entwickeltes bibliographisches Datenformat. Im Vergleich zu anderen bibliographischen Formaten kodiert BIBO die Metadaten in RDF. Die Grundidee ist, bibliographische Informationen wie Zitationen mithilfe von Techniken des Semantic Web auszudrücken.